# Monozukuri
Monozukuri es una práctica, en el entorno de la producción, que busca optimizar todos los procesos de la cadena de valor de un producto. El término es una palabra japonesa que significa  literalmente «proceso de fabricación de algo», formada por «cosa» (物, mono) y «proceso de fabricar» (作り, tsukuri, o -zukuri). En general en las empresas que se aplica esta filosofía, los grupos monozukuri tienen la ventaja de poder derribar los muros interdepartamentales que retrasan la aplicación de mejoras, para buscar el bien de toda la organización.
Desde el año 2000 se ha hecho popular en el mundo de la manufactura por aplicaciones basadas en este nombre en empresas líderes, como NEC, Nissan, Toyota, Renault, Toshiba, Mazda o Sharp. Eso sí, no se trata de una metodología homogénea y comparable dentro de estas industrias. El monozukuri es una filosofía de trabajo que es interpretada por cada organización. Dentro de su definición también se incluye el que funciona como un estado mental que hace producir bien, integrando toda la cadena de valor y mejorándola en todos sus aspectos continuamente. El Monozukuri se aleja un poco de los postulados del lean manufacturing, puesto que es un sistema más genérico y que nace de la interacción de varias industrias y sectores, incluso es aplicable en producción en masa y producción artesanal lo cual no es posible con lean manufacturing que se aplica a producción ajustada.

## Historia
Monozukuri, como concepto de "Hacer las cosas bien" como arte, tiene su origen en el 2000 a. C. pero alcanzó su apogeo en el periodo Edo y floreció hasta bien entrado el periodo Meiji.
En el monozukuri heredado de los artesanos japoneses, el énfasis está en el objeto y en el proceso de fabricación no en el artesano mismo, se privilegian los detalles y no las ostentaciones estéticas.
Como sistema de producción fue introducido por empresas subsidiarias de multinacionales del mundo del automóvil.
Luego ha tenido derivaciones como el Monozukuri-Genba, que es una metodología que se basa en 4 niveles de madurez del sistema de producción. 
El Monozukuri-Genba, transforma las organizaciones formando la base, a través de los supervisores, líderes y operarios de producción. Se considera al Monozukuri-Genba como un sistema de producción que engloba otras metodologías como Kaizen, TPM, 5S, JIT. 
En cada nivel de madurez se aplican herramientas según los problemas reales de los pisos de producción, normalmente las aplicadas son:
- Nivel 1: 5S, Estandarización de puestos de trabajo, Destreza. Con estas herramientas se busca sobre todo la instauración de la disciplina en la organización.
- Nivel 2: Se aplican herramientas de análisis y solución de problemas como qc-story, triz, 5 porqués. La idea es que la organización aprenda a resolver problemas con metodología. Normalmente se instaura la reunión de respuesta rápida o QRQC (Quick Reponse Quality Control).
- Nivel 3: en este nivel se aprende a mejorar, normalmente se aplica la metodología Kaizen, en alguna de sus variantes, karakuri Kaizen, teian Kaizen, Kaizen 2 días 2 horas o grupos Kaizen (círculos de calidad). Hay que diferenciar la aplicación de grupos Kaizen a otro tipo puesto que estos grupos se crean como pilar de desarrollo humano y si además el Kaizen no se entiende como administración participativa corre el riesgo de perder su espíritu.
- Nivel 4: es el nivel de la aplicación del benchmarking y de la capitalización. En este nivel de madurez las organizaciones son capaces de compararse con el mundo y competir. Aquí es fundamental el papel de la base de la pirámide, es en ellos que descansa la competitividad de las empresas.

## Monozukuri Genba
Existe una derivación de la metodología que es una adaptación a la idiosincrasia latina. Es decir, se entiende como necesario adaptar los métodos japoneses y europeos a la realidad del trópico. 
El monozukuri genba es un entendimiento de que el sentimiento que mueve a los latinos es muy diferente al que mueve un trabajador en otras latitudes, por esto se basa en la obtención de la disciplina en las operaciones sin olvidar que el trabajador latino se moviliza por la pasión por lo que hace. Es imposible que un japonés o un europeo entienda cómo se mueve la pasión de un trabajador latino si no ha vivido mucho tiempo en estos países, es por esto que muchas veces falla el intento de implementar metodologías extranjeras de trabajo en estas regiones.

## El kaizen y el monozukuri
Como filosofías de trabajo, el kaizen y el monozukuri no riñen, más bien el kaizen forma parte del monozukuri. El error común de la aplicación del kaizen es que se hace en procesos no estandarizados, ocasionando que en poco tiempo se pierda el interés por seguir practicándolo. Por esto dentro del Monozukuri-Genba es imperativo primero instaurar la disciplina con herramientas como 5S, la estandarización de puestos de trabajo, Escuelas de destreza, aprender a resolver problemas mediante métodos de análisis y solución de problemas como QC-Story, Ocho disciplinas para la resolución de problemas, 5 porqués, y solamente después de tener todas estas herramientas aplicadas y entendidas se procede a la implantación del kaizen. 
El kaizen es quizá la herramienta de producción de uso más extendido junto con las 5S, pero precisamente por implementaciones sin bases claras ha tenido que ser revaluado para aplicarlo tras alcanzar bases de producción firmes.

## Herramientas del monozukuri
Existen varias herramientas que no son de uso extendido en otros sistemas de producción y son claves para el desarrollo del monozukuri, el método de resolución de problemas basado en Qc-Story, la formación de los operarios en escuelas de destreza y las reuniones diarias para el tratamiento de problemas QRQC.

### Qc-Story
Es un modo diferente de aplicar el ciclo de Deming. El problema que se enfrenta y su solución se desarrolla como una narración. Tiene siete fases:

1. Comprender la necesidad de la mejora (Definición del problema)

2. Observar la situación actual (Reconocimiento de las características del problema)
 
3. Analizar el problema (Búsqueda de las causa principales)

4. Determinar e implantar las medidas correctivas (Acciones para eliminar las causas)

5. Valorar los resultados obtenidos (Confirmación de la eficacia de las acciones)

6. Normalización (Eliminación permanente de las causas)

7. Planificación de acciones futuras (Nuevo examen de la actividad y se planean acciones futuras)

### Escuelas de destreza
Son espacios físicos al interior de las plantas de producción donde en tiempos cortos que van de 2 a 5 días, los trabajadores experimentan en ambientes simulados y usando nuevas tecnologías, la mejora de sus destrezas, así como habilidades en oficios específicos para aumentar su competitividad.
Las Escuelas de destreza son desarrolladas con la metodología Monozukuri de causa y efecto, y tienen un modelo de desarrollo que incluye:

1. La ejecución del puesto de trabajo a analizar por todos los integrantes del equipo desarrollador

2. La gestión del estándar a nivel de micro-movimientos
 
3. La aprobación del estándar por un profesional de la salud

4. La elaboración de contenido relevante

5. La validación de un experto de la metodología de causa y efecto

6. Inclusión en la curva de aprendizaje

### QRQC (Quick Response Quality Control)
Combina la técnica con la actitud para resolver problemas de en plantas de producción.
El enfoque QRQC se basa en dos pilares:

• La actitud San Gen Shugi, consecuencia de los “3 reales”, el lugar real (Gen-ba), con el objeto real (Gen-bustu) y el hecho real (Gen-jitsu) 

• Reuniones jerárquicas compuestas por 4 pasos: detección, comunicación, análisis y verificación.